# Cour suprême de Tasmanie
La Cour suprême de Tasmanie est la plus haute juridiction de l'État australien de Tasmanie. Avec le Tribunal d'instance (en anglais : Magistrates' Court), il constitue le pouvoir judiciaire en Tasmanie. Dans la hiérarchie juridictionnelle australienne, la Cour suprême de Tasmanie se situe au niveau intermédiaire, étant une juridiction d'appel sur les tribunaux inférieurs et les appels contre ses décisions peuvent être interjeté devant la Haute Cour d'Australie.
Les séances ordinaires de la Cour ont lieu à Hobart, Launceston et Burnie en Tasmanie. La division d'appel de la Cour siège uniquement à Hobart.

## Histoire
La Cour suprême de la Terre de Van Diemen (nom donné à la Tasmanie à l'époque) a été créée par les lettres patentes royales du 13 octobre 1823 et a commencé ses activités le 10 mai 1824. La Cour est la plus ancienne Cour suprême en Australie et précède la création de la Cour suprême de Nouvelle-Galles du Sud, de dix jours. Les cours suprêmes de Tasmanie et de Nouvelle-Galles du Sud ont été créées par la loi de 1823 sur la Nouvelle-Galles du Sud, qui a donné à ces tribunaux la juridiction sur la Nouvelle-Zélande. Sir John Pedder, qui a donné son nom au lac Pedder, fut le premier juge en chef de la Cour.
Le premier avocat à comparaître devant la Cour fut Joseph Tice Gellibrand, qui fut nommé premier procureur général de Tasmanie et prêta serment le premier jour de fonction de la nouvelle Cour. La première affaire portée devant la Cour était le procès de William Tibbs, qui a été reconnu coupable et condamné pour homicide involontaire, recevant une peine de déportation de trois ans. 
Dorothy Shea, bibliothécaire de la Cour entre 1988 et 2016, a découvert que la Cour possédait les copies originales d'une grande quantité de lois tasmaniennes, datant de 1833. Shea a dirigé le projet de restauration et de transfert de la législation au Bureau des archives et du patrimoine de Tasmanie ; le projet a été achevé juste après la mort de Shea en 2024,.

## Compétence
Elle dispose d'une compétence illimitée dans l'État en matière civile et connaît des affaires pénales les plus graves. La Cour se situe à un niveau intermédiaire au sein de la hiérarchie juridictionnelle australienne. La Cour suprême se compose d'une division de première instance (en anglais : Original Jurisdiction) et d'une division d'appel (en anglais : Appelate Jurisdiction). Lorsqu'elle siège dans sa formation d'appel en matière civile, elle est dite « Cour plénière » (Full Court) ; pour les affaires pénales, elle est dite « Cour d'appel pénale de Tasmanie » (Tasmania Court of Criminal Appeal). 
Les appels contre les décision de la Division d’appel de la Cour sont portés devant la Haute Cour d’Australie. Il était auparavant possible d'interjeter appel devant le Comité judiciaire du Conseil privé à Londres, jusqu'en 1986 lorsque le Parlement australien a adopté l'Australia Act 1986, qui a mis fin à cette possibilité pour toutes les juridictions australiennes, à l'exception des affaires en cours à ce moment-là.
Les affaires civiles impliquant des ordonnances de consentement ou des litiges impliquant moins de 50 000 $ sont traitées par le tribunal d'instance, sauf dans des circonstances exceptionnelles.
La Cour reçoit les appels des tribunaux d'instance de Tasmanie dans les affaires pénales et civiles. Les procédures d'incarcération, utilisées en matière pénale pour établir s'il existe suffisamment de preuves contre un accusé pour justifier le temps et les dépenses d'un procès, ont été abolies en Tasmanie en 2000 avec la modification de la loi sur les juges de 1959.
Cette loi prévoit désormais que lorsqu'un accusé a plaidé non coupable, une ordonnance le renvoyant devant la Cour suprême doit être rendue.
Contrairement à certains autres États australiens, la Tasmanie ne dispose pas d'une juridiction de niveau intermédiaire entre la Cour suprême et les tribunaux d'instance (comme un « tribunal de district » ou un « tribunal de comté »). 

## Composition
La Cour suprême de Tasmanie est composée d'un maximum de sept juges nommés par le Gouverneur de Tasmanie sur avis du Conseil exécutif de Tasmanie, un organe composé de ministres de haut rang, dont le Premier ministre de l'État. Les juges sont nommés à vie mais doivent démissionner lorsqu'ils atteignent l'âge de 75 ans. 
Au 15 juillet 2024, les juges de la Cour suprême de Tasmanie sont présentés dans le tableau ci-après. Le juge assesseur (Associate Justice) est un officier judiciaire de rang inférieur auparavant appelé Maître (Master), qui est responsable en grande partie des questions de procédure dans les procédures civiles et pénales, et de certains travaux d'évaluation des dommages (montants réclamables) dans les procédures civiles.
| Justice        | Position         | Nommé en |
| -------------- | ---------------- | -------- |
| Juge en chef   | Chris Shanahan   | 2025     |
| Juge           | Hélène Wood      | 2009     |
| Juge           | Stephen Estcourt | 2013     |
| Juge           | Robert Pearce    | 2013     |
| Juge           | Michael Brett    | 2016     |
| Juge           | Tamara Jago      | 2021     |
| Juge           | Vacant           |          |
| Juge assesseur | Michel Daly      | 2024     |

## Succursales
La Cour suprême possède également des locaux au 16 Cameron Street, à Launceston, et au 38 Alexander Street à Burnie.

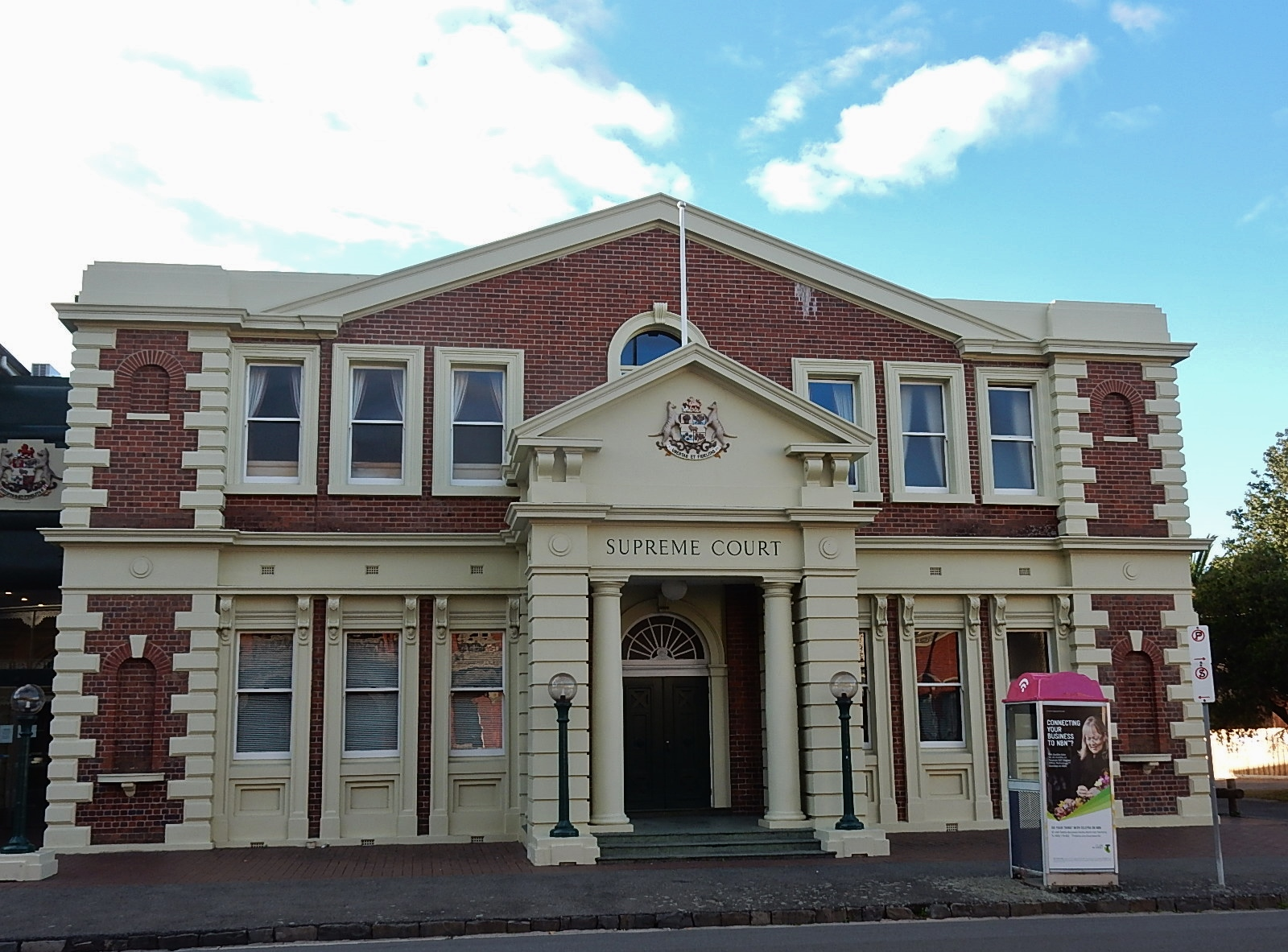
Succursale de la Cour suprême à Launceston
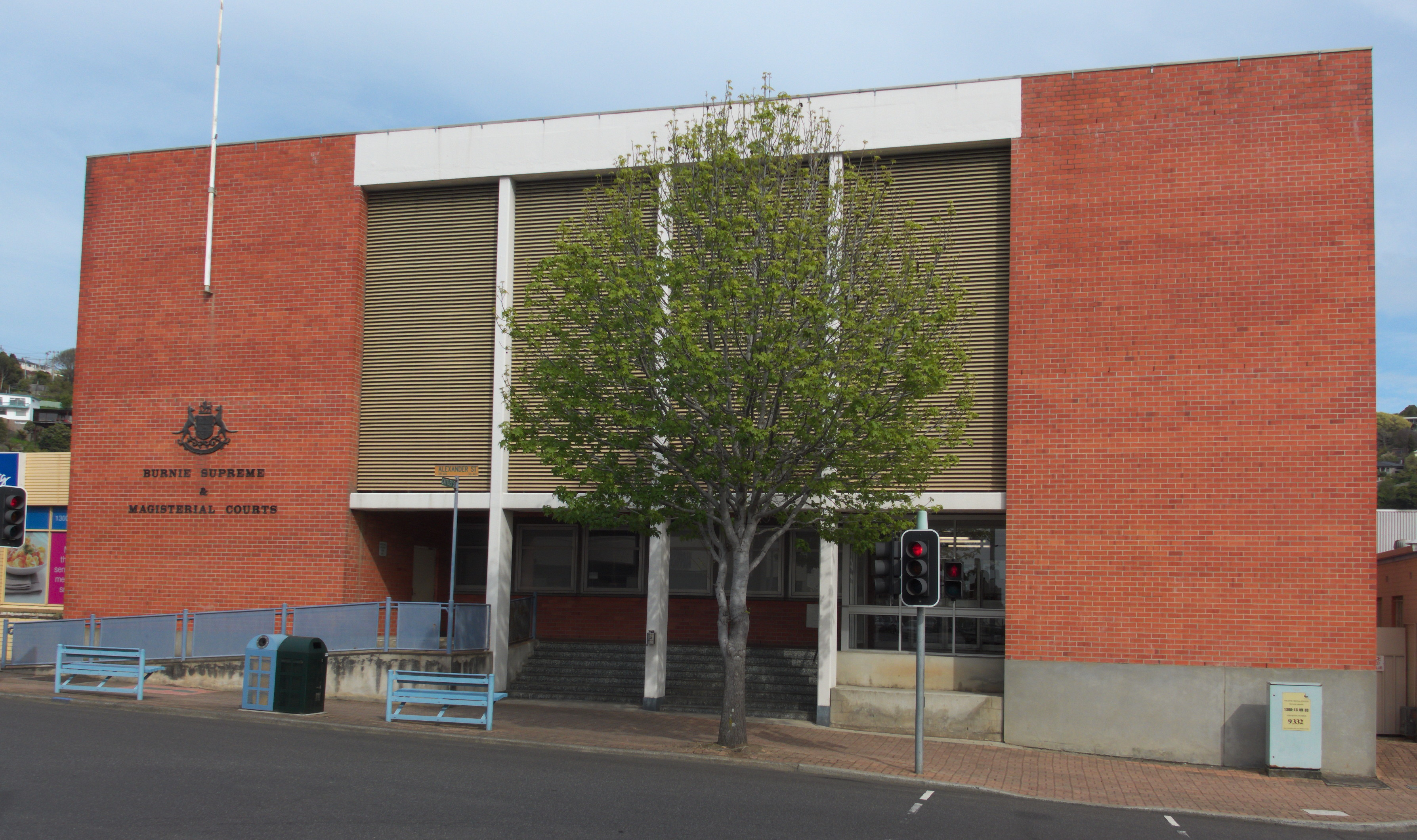
Cours suprême et magistrale de Burnie